# Hertz (månkrater)
För andra betydelser, se Hertz (olika betydelser).
Hertz är en nedslagskrater på månen. Hertz har fått sitt namn efter den tyske fysikern Heinrich Hertz.
Krater har en diameter på ungefär 82 km.